# Lethrus marakandicus
Lethrus marakandicus är en skalbaggsart som beskrevs av Nikolajev 2003. Lethrus marakandicus ingår i släktet Lethrus och familjen tordyvlar. Inga underarter finns listade i Catalogue of Life.